# 高石幸三郎
高石 幸三郎（たかいし こうざぶろう、1898年（明治31年）8月4日 - 1986年（昭和61年）1月28日）は、日本の実業家、政治家。衆議院議員、埼玉県川口市長（第4代・第7代）。

## 経歴
埼玉県北足立郡川口町（現:川口市）で、鋳物商・高石喜太郎、きの夫妻の三男として生まれる。1918年、中央大学経済科を卒業し、実家の高石喜太郎商店を継承した。
三協鋳造取締役会長、埼玉燃料取締役社長、高石本店会長、関東銑鉄取締役などを務めた。
1933年、川口市会議員となり、同議長も務めた。1938年4月28日、第4代川口市長に就任し、1947年1月15日まで在任。この間、第1回市民体育大会の開催、下水道第1期事業の着手、戦時下の対応、戦災の復興に尽力し、全国市長会幹事、川口国民健康保険組合理事長を務めた。その後、公職追放となり、追放解除後の1953年2月20日、再度川口市長（第7代）に就任し、市政施行20周年記念行事の実施、身体障害者福祉会の設立、中小企業融資促進資金制度の発足などに取組み、川口市農業委員会会長、埼玉県農業会議会長、同社会福祉協議会会長などを務め、1957年2月19日に退任した。
1958年5月、第28回衆議院議員総選挙で埼玉県第一区に自由民主党所属で立候補して当選し、衆議院議員を1期務めた。
1972年4月の春の叙勲で勲三等瑞宝章を受章する。
1986年1月28日、死去。87歳没。同年2月21日、特旨を以て位記を追賜され、死没日付で従五位に叙された。